# Wikitravel
Wikitravel és un projecte wiki dedicat a crear una guia de viatges global, lliure, completa, actualitzada i de confiança. Recentment ha superat en les seves diverses versions les 25.000 guies i articles, escrits i editats per usuaris procedents de tot el món.